# خندق اجنة (بني زكار)
خندق اجنة هو دُوَّار يقع بجماعة سوق القلة، إقليم العرائش، جهة طنجة تطوان الحسيمة في المملكة المغربية. ينتمي الدوّار لمشيخة بني زكار التي تضم 13 دوار. يقدر عدد سكانه بـ 424 نسمة حسب الإحصاء الرسمي للسكان والسكنى لسنة 2004.

## روابط خارجية
- البوابة الوطنية للجماعات الترابية نسخة محفوظة 12 مارس 2018 على موقع واي باك مشين.
- المندوبية السامية للتخطيط